# Servando García Correa
Servando García Correa (Lalaquiz, Piura; 5 de julio de 1980) es un médico y político peruano. Fue desde 2019 hasta el 2022 gobernador regional de Piura.

## Biografía
Realizó estudios de Medicina Humana en la Universidad Nacional de Piura. Fue médico cirujano en la P.S. Pagay (2008-2009), C.S. Sechura (2011-2012) y Hospital de Apoyo II 2 Sullana (2009-2011, 2013-actualidad).
Fue militante de Acción Popular desde el 2004 hasta el 2009. Desde el 2009 es presidente fundador de la organización política Fuerza Regional[cita requerida]. En las elecciones del 2010 y del 2014 fue candidato a la presidencia del Gobierno Regional de Piura por Fuerza Regional. En las elecciones regionales de 2018 participa por Fuerza Regional donde obtuvo en primera vuelta el 19.67% de los votos, siendo elegido en segunda vuelta .
Fue Presidente de la Asamblea Nacional de Gobiernos Regionales en el año 2020 al 2021